# XRP
XRPは、分散台帳技術 XRP Ledger で管理される暗号通貨であり、XRP Ledger のネイティブ暗号資産である。XRPはアメリカのリップル社（Ripple Labs Inc.）の送金ネットワーク (RippleNet) でも利用されており、正式名称はエックスアールピー。
XRP の取引の記録は、台帳である XRP Ledger に保存され、暗号技術によって保護されている。XRP Ledgerのデータはユーザー（企業、大学、取引所、個人など）で構成される信頼のネットワークで分散管理され、高速な送金速度と改ざん耐性を両立しており、国際送金や貿易取引における即時決済の実現に向けて開発が進んでいる。
XRP は企業、個人、機関によって取引され、米ドルを含む 50 種以上の法定通貨ペアの市場が世界に約 400 存在し、XRP の価格は市場取引によって決まる相場変動性となっている。各国の規制に準拠した交換業者（取引所、販売所）に登録することで、誰でも法定通貨と XRP を交換することができ、他の金融資産と同様に投資することもできる。日本では金融庁の審査・認可を受けた登録制の暗号資産交換業者のみが XRP を販売しており、個人は本人認証とともに口座を開設して XRP を購入できる。

## 歴史
2004年にカナダのプログラマーRyan Fugger氏により XRP（エックスアールピー）の基礎が作られる。2011年にJed McCalebがコンセンサスアルゴリズムRipple Protocol Consensus (現 XRP Ledger Consensus Protocol)を開発
2012年より発行が開始される。
関連して、2012年に設立された OpenCoin Inc. は2015年に現在の Ripple Labs Inc.（リップル社）へと改名される。
リップル社が保有するXRPはXRPレジャー創設者から譲渡されたものである。

## 特徴

### XRP
XRPはXRP Ledgerのネイティブな通貨である。XRPはドルやユーロとは違い、XRP Ledger内にのみ存在する生来の電子的な資産である。1000億XRPがXRPL内にプログラムされており、XRP Ledgerプロトコルのルールでそれ以上は発行されることがない。XRPはXRP Ledger内で唯一の資産となる通貨である。XRPL内の他の全ての通貨は残高として存在しており、これはゲートウェイの負債であることを意味する。この資産と負債の違いが、数学に基づいた通貨の一つの革命的な性質である。なぜならXRPは負債ではなく資産であるため、ユーザーは第三者のカウンターパーティーリスクを負うことを承諾することなく、USD残高を送金する代わりにXRPで価値の交換を行うことができる。

#### ブリッジ通貨としてのXRP
XRPは、特定のタイミングで２通貨間の直接的な取引がない場合（例えば２つのマイナーな通貨ペアによる取引の際）に、ブリッジ通貨として機能する。ネットワーク内での両替において、XRPは他の通貨と自由に交換することができ、その市場価格はドル、ユーロ、円、ビットコインなどに対して変動する。他の通貨と異なるのは、XRPによる取引は銀行口座を必要とせず、サービス手数料もかからないという点である。取引先のリスクもなく、運用コストが増えることもない。 XRP Ledger設計の焦点は、代替通貨としてのXRPに重点を置くことではなく、両替と分散型即時グロス決済である。リップル社は、2015年4月にオートブリッジと呼ばれる新しい機能をXRPLに追加した。これにより、マーケットメーカーはマイナーな通貨ペアの取引を、より簡単に行うことが可能になった。この機能は更にネットワークに流動性とより良いFXレートをもたらすことを目標としている。

#### スパム対策としてのXRP
XRP Ledgerにアクセスするには、微小な額ながらもいくらかのXRPが必要となる。これらはトランザクションに対する手数料と永続性を維持するための担保として利用される。この設計の目的は、攻撃者をすばやく破産させ、ネットワークがスムーズに機能し続けるようにすることである。XRP Ledgerに対する攻撃はすぐに高価になるが、一般ユーザーにとっての費用は実質上「無料」のままであり続けるようになっている。

#### XRPの最小単位と発行上限
XRPの最小単位は1 XRPの100万分の1（0.000001）で、この最小単位を"drop"と呼ぶ。つまり 1 XRP = 1,000,000 drops である。1000億というXRPの発行上限は人的要因により決定された。drops の64ビットの精度のうち1ビットをXRPフォーマットを表すフラグ、1ビットを符号、3ビットを未使用領域として合計5ビットがフラグとして割り当てられている。1000億XRPは100,000,000,000,000,000 dropsであり、これは64ビットから前述の5ビットを差し引いた59ビットの符号無し整数（unsigned integer）に収まる。
- 100,000,000,000,000,000 = 10^17 = 10^11 * 10^6
- 576,460,752,303,423,488 = 2^59

### ゲートウェイ
ゲートウェイは顧客から通貨の預金を引き受け、代わりにXRP Ledgerの残高を発行するビジネスである。これは伝統的な銀行の役割にとても似ている。XRP Ledger上でXRP以外の通貨による残高を保有するにはゲートウェイに接続する必要があり、これを「トラストラインの確立」と呼ぶ。XRPには発行者が存在しないため、XRPの残高の場合はゲートウェイに接続する必要はない。

### IOU
IOUはゲートウェイが顧客から引き受けた預金に対して発行される借用証書である。（語源は英語のI owe you.） ゲートウェイから顧客に発行されるIOUの残高は、基本的に顧客から引き受けた預金の残高に基づく。XRP Ledgerのユーザー同士は、ゲートウェイから発行されたIOUで支払いを行うことができる。この場合に必要なのは、IOUを保持するために支払いを行うユーザーが互いに共通のゲートウェイをトラストすることだけで、直接お互いをトラストする必要はない。また、Gold Bullion Internationalが発行するXAUのように、IOUは通貨以外の資産の価値記録にも利用することができる。 

### アドレス
XRP Ledgerの残高はアドレスに対応づけられて格納される。アドレスは公開鍵暗号ペア（公開鍵と秘密鍵）として生成され、公開鍵側をXRPLアドレス、秘密鍵側をシークレットキーと呼ぶ。

#### XRPLアドレス
XRPLアドレスは‘r’から始まるアルファニューメリックストリング（文字数字の列）で、ウォレット（財布）を特定するための公開されたアドレスとして利用される。また、XRPLアドレスを用いて取引履歴や残高の確認を行うことが可能である。 

#### シークレットキー
シークレットキーは、XRPLアドレスと同様にアルファニューメリックストリング（文字数字の列）である。シークレットキーはXRPLアドレスと似ているが ‘r’ の代わりに’ｓ’から始まる。シークレットキーを保持している限り、いつでもアカウント内にある残高にアクセスすることができる。これはもし他の方法でアクセスが出来ない場合、バックアップ方法として重要なことである。他のアクセス方法がない場合（例えば、電話が二要素認証のテキストを受信できない時）、シークレットキーがないとロックアウトされて自分のアカウントを使用することができなくなる。シークレットキーは如何なる状況でも自分のアカウントにアクセスできる唯一の方法である。 

### パスファインディング

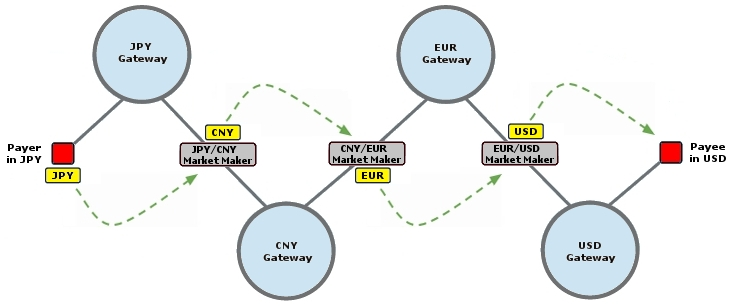
XRP Ledgerのパスファインディング・アルゴリズム

XRP Ledgerのパスファインディング・アルゴリズムは、XRP Ledgerを横断する２通貨間の最も安いパスを探索する。ここで言う『最も安い』が意味するのは、支払いの送金者にとって最小の BID/ASK コストを負うパスである。利用者が USD から EUR へ送金・支払いを行いたい場合、これは直接 USD から EUR へのワンホップのパスになるか、または、USD → CAD → XRP → EUR のようなマルチホップのパスになる。XRP Ledgerはマルチホップパスを単一のトランザクションとして処理する。 パスファインディングは、利用者にとって最も安い交換コストを探し出すようにデザインされている。

### オートブリッジ

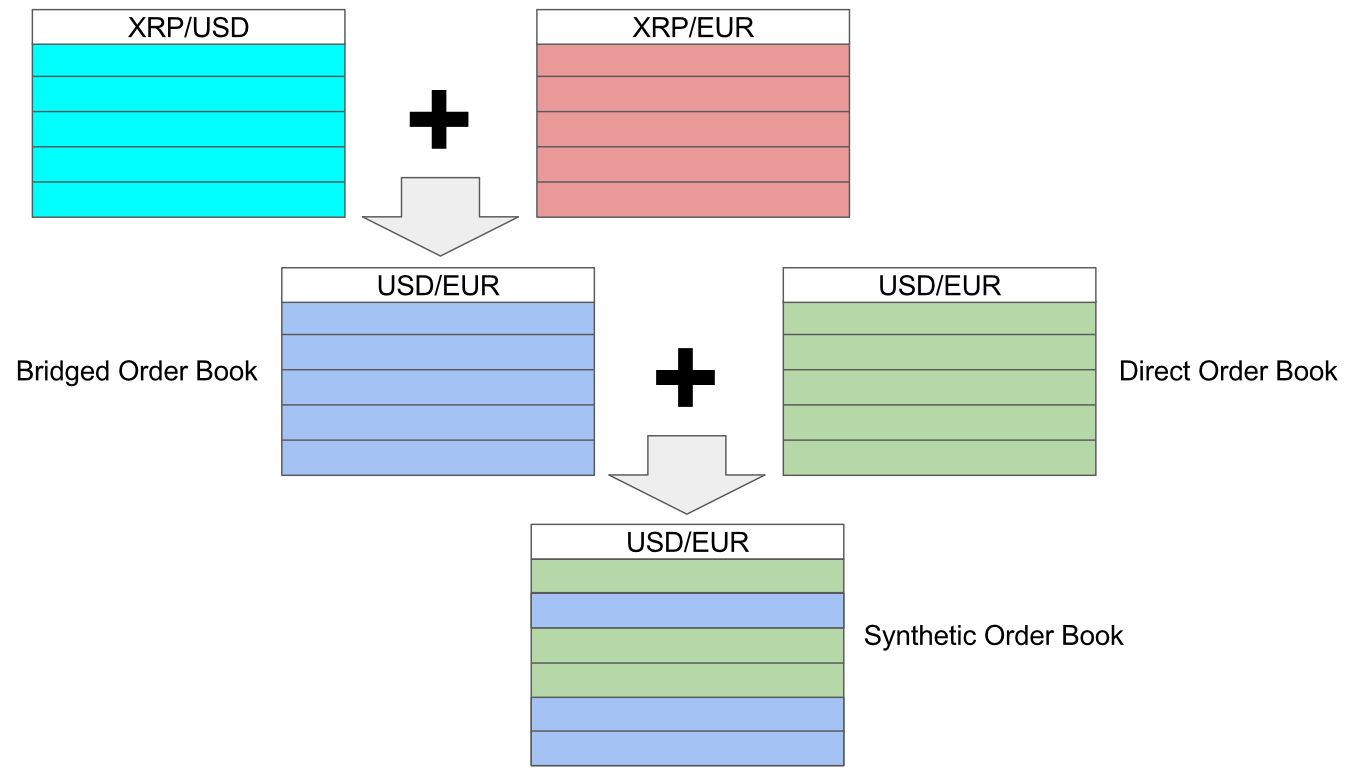
オートブリッジとオファーオートブリッジ

オートブリッジは、流動性と生来のブリッジ通貨としてのXRPの利用促進を容易にするために、XRPを介して複数のオーダーブックの橋渡しを行う。例えば 1JPY=1XRP と 0.01USD=1XRP の注文が同時に出された場合、オートブリッジは２つのオーダーブックを合成し、1JPY=0.01USD の取引を可能にする。これによってXRP Ledgerでは様々な通貨ペアの取引が可能になる。また、XRP Ledgerは更にオファーオートブリッジという機能により、IOUを直接掛け合わせたオーダーブックとオートブリッジにより生成されたオーダーブックを合成して、一つのオーダーブックを生成する。

### リップリング
リップリングは、複数のゲートウェイをトラストして同じ単位のIOU（例えばUSD.snapswapとUSD.bitstamp）を保持している場合に、片方のIOUが他方のIOUに自動的に置き換わることを許可する機能である。リップリングをONにしたIOUは、同じ単位の他のIOUに自動的に交換される可能性がある。

## XRPの証券性

### ライアン・コフィー対Ripple訴訟（2018年5月）
2018年5月3日、ライアン・コフィーという個人によってクラスアクションが起こされた。コフィー氏は『リップル社はXRPトークンの未登録販売を通じて数億ドルを調達するスキームを主導した。数十億ドルのコインを「何もないところから」作成し、「基本的に終わりのないイニシャルコインの提供」で一般に販売することで利益を得た。』と主張した。 コフィー氏は2018年1月初旬に650XRPのトークンを約2.6ドルの単価で約1,690ドル分購入し、数週間後に売却して初期投資の約32%にあたる約551ドルの損失を出したとしていたが、提訴から僅か3ヶ月後の同年8月に訴訟を取り下げた。

### SEC対Ripple訴訟（2020年12月）
2020年12月22日、米国証券取引委員会はリップル社によるXRPの販売が証券法第5条に違反するとして民事訴訟を起こした。2023年7月13日、ニューヨーク州南部地区連邦地方裁判所のアナリサ・トーレス判事は、「XRP自体は証券ではない」とするリップル社の主張に対して以下のように述べた。
ここで、被告はXRPが証券の「商業上の性格」を持たず、金、銀、砂糖などの「普通の資産」と似ていると主張している。しかし、この議論は的を外している。なぜなら、金、銀、砂糖などの普通の資産であっても、それらの販売の状況によっては投資契約として売られる可能性があるからである。たとえXRPが商品や通貨の特徴を示していたとしても、投資契約として提供または販売される可能性がある。

XRPはデジタルトークンとして、それ自体がハウィーの投資契約の要件を体現する「契約、取引、またはスキーム」ではない。しかしむしろ、裁判所は、XRPの販売および配布に関連する被告のさまざまな取引およびスキームを取り巻く状況の全体を検討する。
これについて、多くのメディアは「判事はXRP自体は証券ではないことを明確にした」と報じた一方「判事は、XRP自体が証券かどうかは問題ではなく、その売買の状況によってそれが証券となることを明確にした」と報じるメディアもある。